# ۲۱۱ (قمری)
۲۱۱ (قمری)، دویست و یازدهمین سال در گاهشماری هجری قمری است. اول محرم این سال برابر با هفدهم آوریل سال ۸۲۶ میلادی است.

## وابسته
- ابن خردادبه
- ابوالعتاهیه